# Roper (Verenigde Staten)

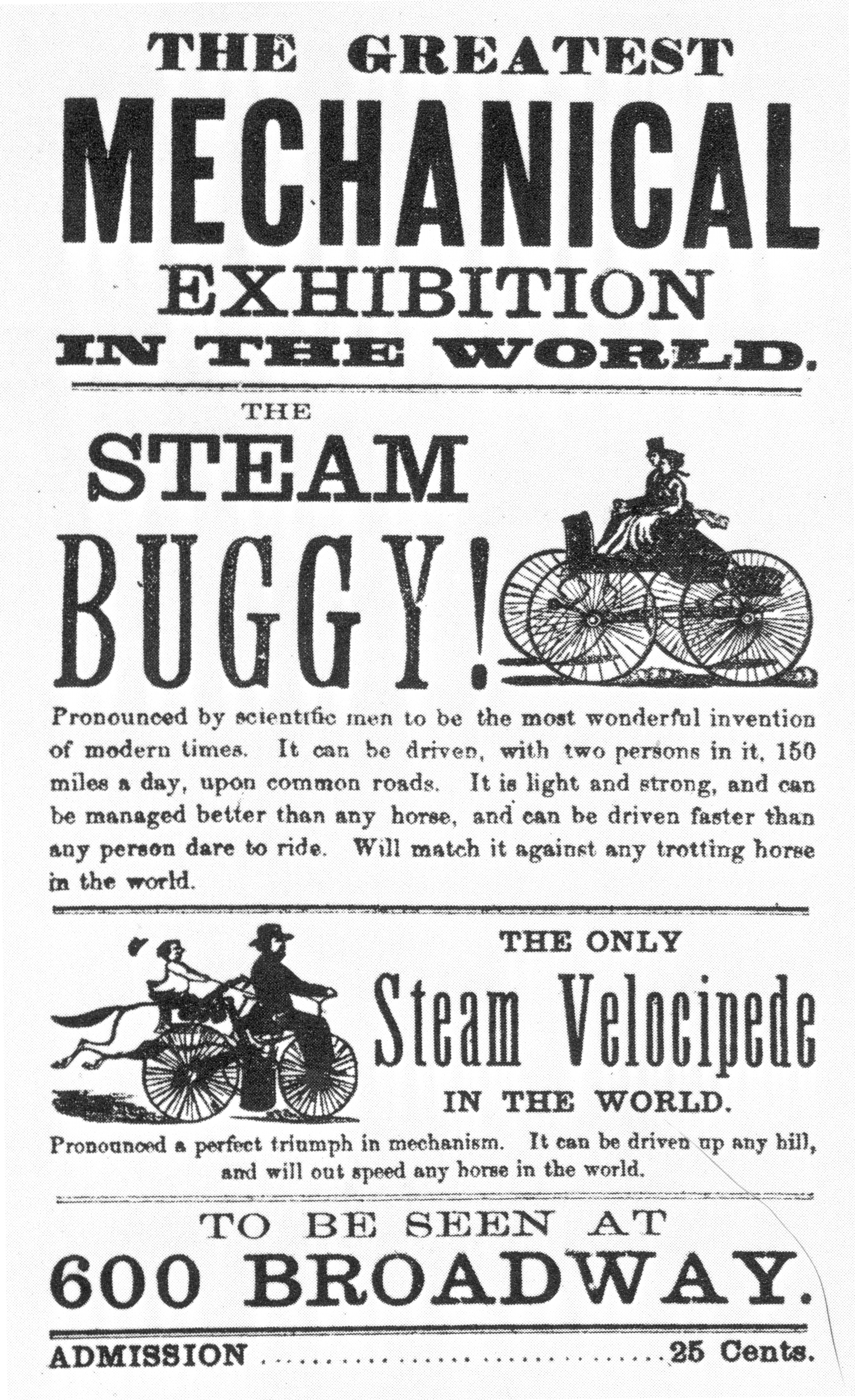
Vooraankondiging van Roper's "wedstrijd" tegen een paard

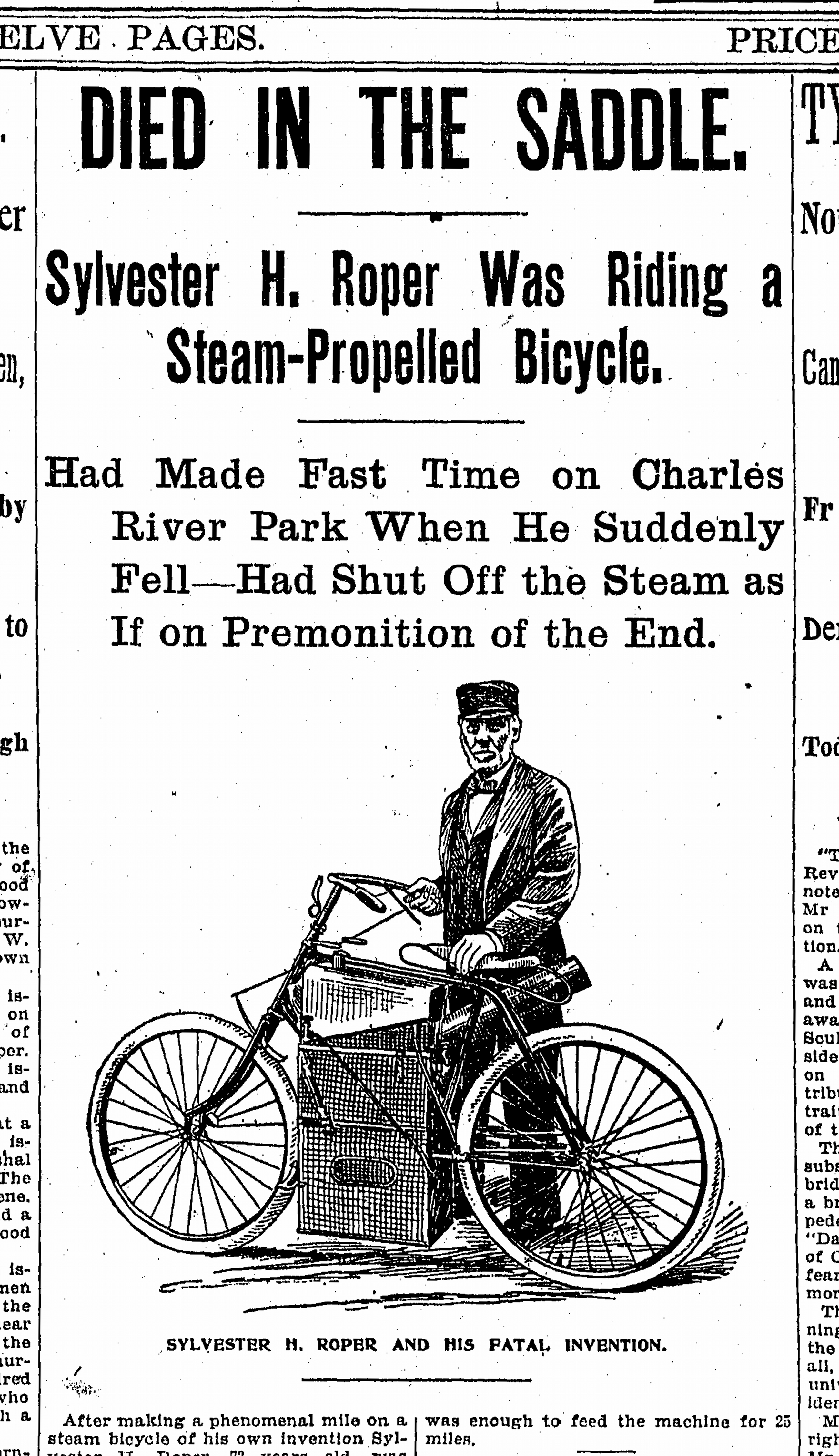
Roper stierf bijna letterlijk in het zadel op 1 juni 1986

De Roper was een motorfiets met stoomaandrijving.
Sylvester Howard Roper bouwde halverwege de jaren zestig van de negentiende eeuw stoommotorfietsen in de Verenigde Staten. Ze werden nooit populair omdat omstreeks die tijd de Einspur van Gottlieb Daimler werd gebouwd en daarmee de viertakt-benzinemotor zijn intrede deed.
Roper was wel zeer succesvol met de circus-achtige shows die hij in de jaren 1870-1880 gaf met zijn stoomvelocipede en zijn stoomwagen. Feitelijk bouwde hij de eerste racemotor. Omdat er geen tweede bestond reed Roper wedstrijden tegen paarden.